# Murade I
Murade I, também chamado Murat I (Bursa, Anatólia, 1326 – Kosovo, Bálcãs, 28 de junho de 1389), foi o terceiro líder do Beilhique e depois Sultanato Otomano (1359–1389), e o primeiro a tomar, oficialmente, o título de sultão (equivalente a rei) (1383) em lugar de bei (equivalente a príncipe), que pressupunha vassalagem a outro sultão (no caso, o dos seljúcidas do Rum, extintos pelos turcos caramânidas), embora seu pai Orcano I e seu avô Osmã I já tivessem sido popularmente aclamados sultões. Murade foi o sultão que fez do Império Otomano um império de fato bicontinental e reduziu o antigo Império do Oriente a um protetorado turco.
Foi cognominado Hüdavendigâr, isto é, 'quase Deus', em turco.

## Conquista da Trácia
Quando Murade assumiu o poder, em 1359, o Império do Oriente, tri-continental nos altos tempos de Justiniano I, reduzia-se, então, a um polígono entre o Egeu, o Mar de Mármara, o Bósforo, o Mar Negro, a cadeia de montanhas do Haimo e o Rio Estrimão, além das Ilhas Egeias e exclaves na Macedônia (Tessalônica e subúrbios) e no sul e sudeste da Grécia. Muito da ruína do velho Império do Oriente se devia menos aos Otomanos e mais às disputas internas pelo poder (como por exemplo o recente golpe de estado de João Cantacuzeno e o contra-golpe do deposto João Paleólogo, que provocou uma extenuante desordem social), a decisão de João VI Cantacuzeno, quando imperador, em buscar o apoio político dos Otomanos contra seus desafetos paleólogos (o que facilitou a infiltração dos turcos na Trácia bizantina), e ao avanço do Império Sérvio de Estêvão Uresis IV, rei eslavo que havia arrebatado do Império Bizantino a Macedônia e largas partes da Grécia.
Aproveitando-se deste clima de instabilidade no Império Bizantino, e valendo-se da cabeça-de-ponte da Península de Galípoli, conquistada por seu falecido irmão Salomão Paxá nos últimos anos do reinado de seu pai Orcano, Murade, audaciosamente, invadiu a Trácia e tomou Adrianópolis, da qual fez sua capital em 1365. Ainda, Murade avançou até o Estrimão, e até o alto do Rio Maritsa, onde capturou Filipópolis em 1364.
A reação Cristã-Ortodoxa, uma coalizão Balcânica sob a liderança do rei sérvio Blucasino Demétrio, não tardou, mas estas forças cristãs foram destroçada pelos Otomanos, sob o comando do seu general Lala Shahin Paxá, nas ribeiras do Maritsa em 26 de setembro de 1371. Desde então ficou consolidado o domínio Otomano nas terras doravante chamadas pelos Turcos de "Província da Rumélia". O Império do Oriente ficaria reduzido a Constantinopla e seus arredores, às ilhas do Egeu e a alguns exclaves na Macedônia e na Grécia, e manteve sua sobrevida política tornando-se um estado vassalo e tributário dos Otomanos pelos últimos 80 anos de sua existência.

## Guerras na Anatólia
Ao contrário do que ocorreu na Europa, já na Ásia Murade passou por momentos críticos: O malogro da tentativa de anexação do estado turco de Germiã lançou o Sultanato Otomano numa guerra de 15 anos de duração contra uma coalizão de cinco estados muçulmanos do sudoeste da Anatólia (Germiã, Sarcanes, Aidim, Mentexe e Hamidali). Esses estados só seriam finalmente vencidos pelo filho de Murade, Bajazeto. Teve, ainda, que defender-se dos turcos de Caramânia, do sul da Anatólia, e que embora vencidos por Bajazeto em 1398, só deixariam de ser um problema para os Otomanos após serem aniquilados por Tamerlão no início do século XV.

## Avanços nos Balcãs
Após uma vitória parcial contra os Germiã (na Anatólia), Murade preferiu voltar às suas investidas nos Balcãs. Capturou Sófia em 1384, privando os búlgaros de seu último território ao sul da cordilheira dos Balcãs, conquistou a Macedônia em 1388 e suas forças militares chegaram a fazer expedições até o Adriático, embora só muitos anos depois a Albânia e o Epiro viessem a ser incorporados. E embora tendo perdido duas batalha contra o cnezo Lázaro da Sérvia, em Bileca e Plochnik, conseguiu infligir um incrível estrago aos Sérvios na Batalha do Cossovo em 1389, evento que reduziu a Sérvia à condição de vassalo tributário dos turcos.

## Legado

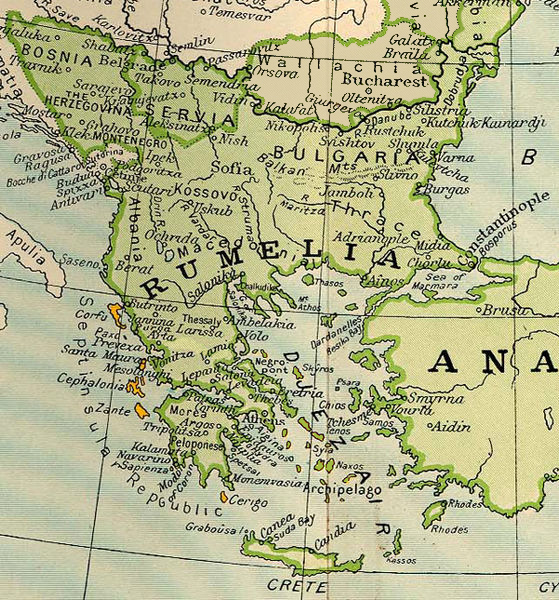
O mapa acima mostra a extensão do Império Otomano em terras europeias por volta de 1490, isto é, cem anos após a morte de Murade I. A Rumélia, conquistada para os Otomanos por Murade, corresponde às últimas terras governadas pelo Império Bizantino antes do surgimento dos Otomanos

Murade faleceu em junho de 1389, assassinado por um nobre sérvio, que o atacou, a traição, com um punhal envenenado, logo após a vitória no Kosovo. Ainda hoje sua tumba se encontra naquele país.
Se não conquistou o Império do Oriente, deu-lhe o golpe de morte, reduzindo-o a um descontínuo estado vassalo formado pela velha capital, ilhas no Egeu e exclaves na Grécia e na Macedônia.
Tornou o estado Otomano num império de fato, e estabeleceu oficialmente o título de Sultão para os líderes Otomanos pelos 540 anos seguintes.
Murade fez reformas administrativas e judiciárias, transferiu a capital de Bursa para Adrianópolis, e preferiu dividir todo o império em apenas duas províncias: Anatólia (a parte asiática) e Rumélia (a parte europeia).
Foi também Murade quem estabeleceu o corpo militar dos Janízaros, isto é, órfãos de guerra capturados dos nações conquistadas que eram criados como turcos muçulmanos e feitos soldados do Império Otomano. Apesar de sua origem não-Turca, vieram a se tornar não só na elite do exército otomano como também na elite dos servidores públicos do império.
Deixou para seu filho, e herdeiro, Bajazeto, um Império com o dobro do tamanho do que recebera de seu pai Orcano, relativamente pacificado nos Bálcãs, mas em situação algo instável em suas fronteiras na Anatólia (Germiã e Caramânia).